# 賈德森·布魯爾
賈德森·布魯爾（英語：Judson Alyn Brewer，1974年—），是一位美國精神病學家、神經科學家和作者。他以功能性磁振造影即時影像儀器（real time fMRI）和腦波神經回饋（EEG neurofeedback）研究正念相關的神經機制，並將研究結果轉化為治療成癮的程序。布朗大學醫學院精神科副教授，也擔任布朗大學正念中心研究與創新部門負責人。
布魯爾創立了MindSciences Inc.(今重定向至布魯爾官網)，規劃出一套以行動應用程式為基礎的數位治療計劃，針對焦慮、暴飲暴食及菸癮等問題。

## 經歷
布魯爾曾在印第安納波利斯新聞發表論文，並於1992年獲得該報贊助的大學獎學金，1996年畢業於普林斯頓大學化學系。2002年取得免疫學博士學位，論文題目為〈The Role of Glucocorticoids in Immune System Development〉，2004年獲得華盛頓大學醫學博士學位。
2005年至2007年間，布魯爾在耶魯大學醫學院的博士後神經科學研究培訓計劃中工作。2007年成為康乃狄格精神衛生中心臨床神經科學研究部門總住院醫師，並獲得耶魯大學藥物濫用研究培訓獎學金。2008年完成耶魯大學醫學院精神病學住院醫師訓練。2009年，獲得美國精神病學及神經病學委員會的認證。
2012年創立了Mind Sciences。
2015年在TED Talk進行演講，主題為「一個簡單的方式去戒除壞習慣」。

## 中文出版書籍
- 《渴求的心靈》（The Craving Mind），2019年，繁體中文由心靈工坊出版，ISBN 978-986-357-154-4